# Tommaso del Garbo
Tommaso del Garbo (Firenze, 1305 circa – Firenze, 1370) è stato un medico italiano.

## Biografia
Figlio del medico Dino del Garbo, ebbe come amico il poeta Francesco Petrarca. 
Fu professore di medicina a Perugia e Bologna.